# Hajós
Hajós (em alemão:  Hajosch) é uma cidade da Hungria, situada no condado de Bács-Kiskun. Tem 89,92 km² de área e sua população em 2019 foi estimada em 2.844 habitantes.